# José Eduardo de Carvalho Crato
José Eduardo de Carvalho Crato OTE • M?CG • ComC • GOA • ComSE • MOCE (Setúbal, 14 de outubro de 1877 – Porto, 1 de maio de 1947) foi um militar, político e maçom português.

## Biografia
Primogénito de dois filhos de António Xavier Crato (Guiné, 15 de Setembro de 1849 – ?), tio-bisavô de Nuno Crato, e de sua mulher (Lisboa, Santa Isabel) Maria Amélia de Almeida de Carvalho (Elvas, Assunção – ?), e neto paterno de José Xavier Crato.
Fez o curso da Escola Politécnica de Lisboa, depois os da Escola Naval, de Torpedos e Electricidade e complementar Naval de Guerra, sempre com grandes distinções.
Oficial da Marinha de Guerra, atingiu os postos de Capitão de Fragata e de Capitão de Mar e Guerra.
Iniciado na Maçonaria em data e Loja desconhecidas com o nome simbólico de Fernão de Magalhães, e filiado, em data desconhecida de 1910, na Loja Irradiação, de Lisboa, pertenceu, depois, à Loja Liberdade e Justiça, também de Lisboa, todas afectas ao Grande Oriente Lusitano.
Republicano, foi chefe de gabinete do governador-geral de Angola em 1911 e chefe de gabinete do ministro das Colónias e do ministro da Marinha, membro da Junta Revolucionária de 19 de outubro de 1921 e ministro das Colónias no Ministério de Manuel Maria Coelho, em 1921.
Combateu na Primeira Guerra Mundial.
Sobraçou a pasta de ministro das Colónias e foi adido naval em Paris, França, chefe dos Departamentos Marítimos do Sul e Norte, da Missão de Construção de Torpedos em Weymouth, em 1932, e da Missão de Construção de Contratorpedeiros em Glasgow, ambas no Reino Unido. Realizou missões de serviço importantes em Portugal e no estrangeiro.
Comandou o Navio-Hospital Gil Eannes e os antigos destroyers Vouga e Guadiana e o moderno Vouga, além da fragata D. Fernando II e Glória.
Foi comandante da Escola de Artilharia Naval e da Esquadra na Festa da Marinha de 1938. Em 1939, sendo Capitão de mar e guerra, foi administrador da "Não-Intervenção na Guerra de Espanha" em Dover. Foi Capitão do Porto de São Tomé e Presidente da Junta Autónoma dos Portos do Douro e Leixões, etc.
Casou em Lisboa, no 3.º Bairro, a 30 de janeiro de 1915, com Margarida de Barros Pereira de Carvalho (Marco de Canaveses, São Clemente de Sande, Casa da Mogada, 21 de maio de 1892 – Marco de Canaveses, São Clemente de Sande, Casa da Mogada, 26 de março de 1968), Senhora da Casa da Mogada, em São Clemente de Sande, Guimarães, da qual não teve descendência.

### Condecorações
Possuía a Medalha Militar da Cruz de Guerra, a Medalha Militar de Ouro de Comportamento Exemplar, a Medalha de Bons Serviços em Campanha Letra C, as Medalhas Comemorativas das Campanhas no Mar, 1916-1917-1918, em Moçambique, 1914-1918, em Timor, 1912-1913 e no Congo, 1914-1915, a Medalha de Prata de Coragem, Abnegação e Humanidade, etc.
- Oficial da Antiga e Muito Nobre Ordem Militar da Torre e Espada, do Valor, Lealdade e Mérito[2] de Portugal (4 de junho de 1919)[5]
- Comendador da Antiga, Nobilíssima e Esclarecida Ordem Militar de Sant'Iago da Espada, do Mérito Científico, Literário e Artístico[2] de Portugal (13 de junho de 1919)[5]
- Comendador da Ordem Militar de Nosso Senhor Jesus Cristo[2] de Portugal (28 de junho de 1919)[5]
- Senhor Comendador da Ordem do Mérito Naval de Espanha[2] (? de ? de 19??)
- Comendador da Ordem Nacional da Legião de Honra de França[2] (? de ? de 19??)
- Comendador da Ordem de São Carlos do Mónaco[2] (? de ? de 19??)
- Oficial Nobre Italiano da Ordem dos Santos Maurício e Lázaro de Itália[2] (? de ? de 19??)
- Oficial da Ordem de Leopoldo II da Bélgica[2] (? de ? de 19??)
- Grande-Oficial da Ordem Militar de São Bento de Avis[2] de Portugal (5 de outubro de 1935)[5]
- Comendador da Ordem da Coroa de Itália de Itália (20 de abril de 1939)[6]
- Primeira Classe da Ordem de Mérito da Águia Alemã da Alemanha (20 de abril de 1939)[6]